# Istočna Ilidža
La municipalidad de Istočna Ilidža se localiza dentro de la región de Sarajevo-Romanija, dentro de la República Srpska, en Bosnia y Herzegovina. Es una de las seis municipalidades que forman la ciudad de Sarajevo Oriental

## Geografía
El municipio fue creado después de la Guerra en Bosnia tras los acuerdos de Dayton, tomando una parte del antiguo municipio de Ilidza, desgajándolo del resto del primitivo municipio que quedó formando parte de la Federación de Bosnia y Herzegovina.
Inicialmente fue designado de forma oficial con el nombre de Ilidza Serbia (cirílico: Српско Ново Сарајево), denominación que fue declarada inconstitucional por el Tribunal Constitucional de la República de Bosnia y Hercegovina que propuso para sustituirlo la denominación de Kasindo por ser el distrito de Ilidza Oriental más populoso. Finalmente la Asamblea Nacional de la República Srpska aprobaría las denominaciones oficiales de los municipios y ciudades de la entidad asignándole el actual nombre de Ilidza Oriental.
Este municipio junto con Nuevo Sarajevo Oriental agrupa los únicos barrios del núcleo urbano original de la Sarajevo de preguerra que tras la Guerra de Bosnia quedaron en territorio de la República Srpska.

## Demografía
Si se considera que la superficie total de este municipio es de veintiocho kilómetros cuadrados y su población está compuesta por unas 16.754 personas, se puede estimar que la densidad poblacional de esta municipalidad es de 598 habitantes por cada kilómetro cuadrado de esta división administrativa.